# Sergio López (calciatore 1999)
Sergio López Galache (Remscheid, 8 aprile 1999) è un calciatore spagnolo con passaporto tedesco, difensore del Darmstadt.

## Carriera
Cresciuto nel Real Madrid, debutta con la seconda squadra dei blancos il 26 agosto 2018 in occasione dell'incontro di Segunda División B vinto 2-0 contro il Las Palmas Atlético.

## Statistiche

### Presenze e reti nei club
Statistiche aggiornate al 30 ottobre 2023.
| Stagione                | Squadra                 | Campionato              | Campionato | Campionato | Coppe nazionali | Coppe nazionali | Coppe nazionali | Coppe continentali | Coppe continentali | Coppe continentali | Altre coppe | Altre coppe | Altre coppe | Totale | Totale |
| Stagione                | Squadra                 | Comp                    | Pres       | Reti       | Comp            | Pres            | Reti            | Comp               | Pres               | Reti               | Comp        | Pres        | Reti        | Pres   | Reti   |
| ----------------------- | ----------------------- | ----------------------- | ---------- | ---------- | --------------- | --------------- | --------------- | ------------------ | ------------------ | ------------------ | ----------- | ----------- | ----------- | ------ | ------ |
| 2018-2019               | Real M. Castilla        | SDB                     | 27+1       | 0          | -               | -               | -               | -                  | -                  | -                  | -           | -           | -           | 28     | 0      |
| 2019-2020               | Real M. Castilla        | SDB                     | 13         | 0          | -               | -               | -               | -                  | -                  | -                  | -           | -           | -           | 13     | 0      |
| Totale Real M. Castilla | Totale Real M. Castilla | Totale Real M. Castilla | 40+1       | 0          |                 | -               | -               |                    | -                  | -                  |             | -           | -           | 41     | 0      |
| 2020-2021               | Real Valladolid B       | SDB                     | 18+6       | 0          | -               | -               | -               | -                  | -                  | -                  | -           | -           | -           | 24     | 0      |
| dic. 2020               | Real Valladolid         | PD                      | 0          | 0          | CR              | 1               | 0               | -                  | -                  | -                  | -           | -           | -           | 1      | 0      |
| 2021-2022               | Basilea                 | SL                      | 29         | 2          | CS              | 3               | 0               | UECL               | 8                  | 0                  | -           | -           | -           | 40     | 2      |
| 2022-2023               | Basilea                 | SL                      | 21         | 1          | CS              | 4               | 0               | UECL               | 12                 | 0                  | -           | -           | -           | 37     | 1      |
| 2023-2024               | Basilea                 | SL                      | 3          | 0          | CS              | 0               | 0               | UECL               | 1                  | 0                  | -           | -           | -           | 4      | 0      |
| Totale Basilea          | Totale Basilea          | Totale Basilea          | 53         | 3          |                 | 7               | 0               |                    | 21                 | 0                  |             | -           | -           | 81     | 3      |
| Totale carriera         | Totale carriera         | Totale carriera         | 118        | 3          |                 | 8               | 0               |                    | 21                 | 0                  |             | -           | -           | 147    | 3      |